# Pygarrhichas albogularis
El picolezna comesebo,  (Pygarrhichas albogularis), también denominado picolezna patagónico (en Argentina) o comesebo grande (en Chile), es una especie de ave paseriforme de la familia Furnariidae, es el único miembro del género monotípico Pygarrhichas.  Es nativo del sudoeste de Sudamérica.

## Nombres populares
En Argentina también es conocido como corre árboles, falso carpintero, picolezna de garganta blanca, picolezna del bosque o trepador garganta blanca; en Chile como carpintero pardo.

## Distribución y hábitat

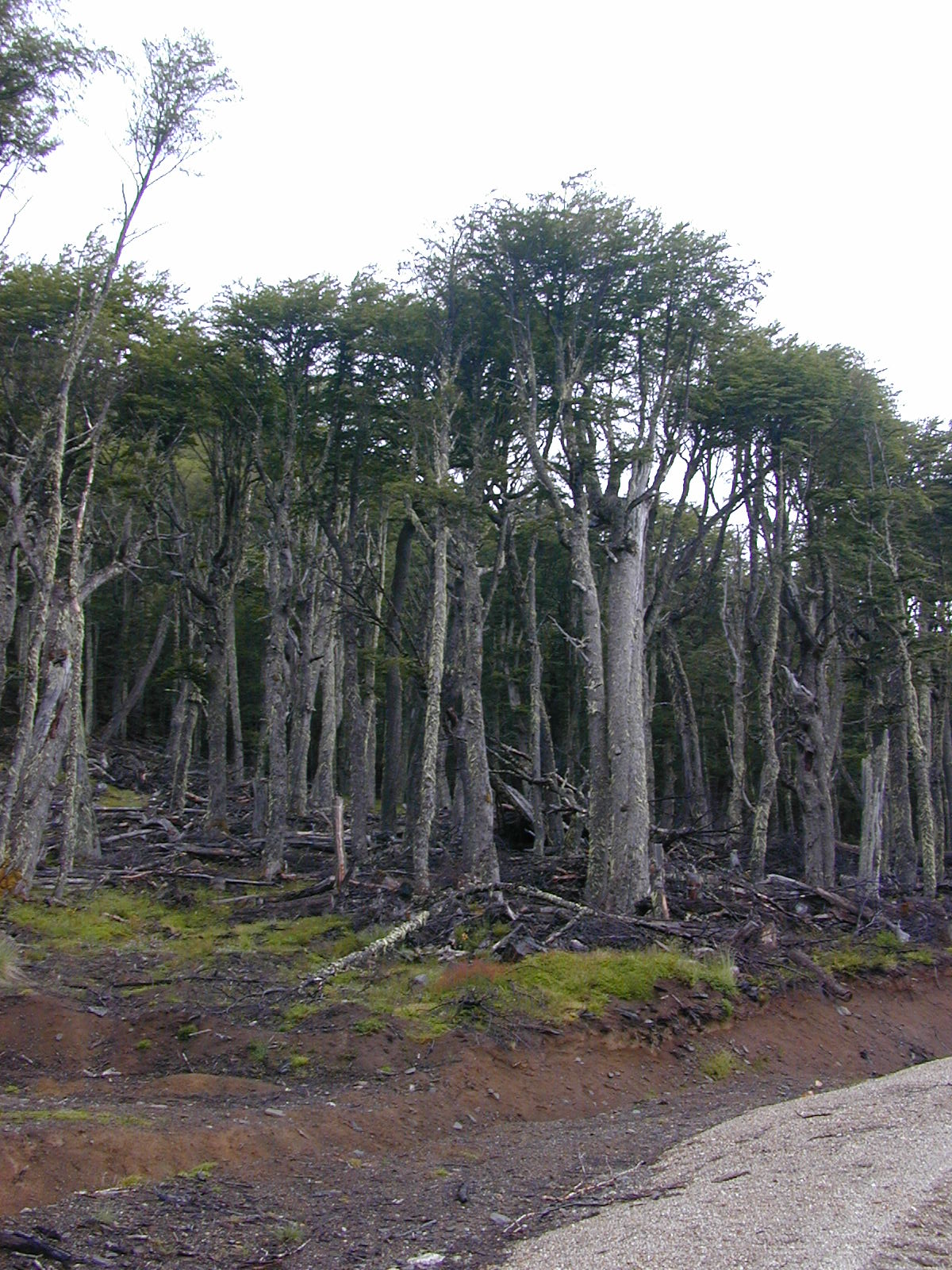
Bosque de lengas en Aysén, Patagonia Chilena, ejemplo de hábitat característico de esta especie.

Se distribuye en el sudoeste de la Argentina (hacia el sur desde el sur de Mendoza), y el centro y sur de Chile (desde Santiago) hacia el sur hasta Tierra del Fuego.
En la Argentina habita en las provincias de: Mendoza, Neuquén, Río Negro, Chubut, Santa Cruz, y Tierra del Fuego Antártida e Islas del Atlántico Sur.
En Chile habita desde Santiago hasta la isla Navarino, en la Región de Magallanes y la Antártica Chilena.  
Es una especie endémica de los bosques subantárticos. Sus hábitats naturales incluyen todos los tipos forestales regionales, especialmente los maduros, y especialmente los dominados por lengas (Nothofagus). Habita entre el nivel del mar y los 1200 m de altitud.

## Descripción
El picolezna comesebo mide entre 15 y 16 cm de longitud y pesa entre 20 y 27 g.  El pico es negro y la base de la mandíbula blanquecina. Las patas son pardas. El iris es pardo. El dorso es pardo oscuro con la rabadilla castaña y las cobertoras alares de color pardo oscuro, con ribetes castaños; la cola es castaña. La garganta, el cuello y el pecho son blancos. El ábdomen es pardo oscuro con lunares blancos. Las alas son pardas con banda castaña. El patrón ventral no se parece con ningún otro furnárido. El pico es fuerte y ligeramente encorvado hacia arriba. Las puntas de las rectrices no poseen barbas y son muy tiesas y firmes, asemejándose a prolongaciones espinosas.

## Comportamiento
Es un ave difícil de ver debido a su pequeño tamaño, timidez y colores mimetizados con el entorno. Prefiere los bosques maduros, frecuentando también sus bordes y clareras. A pesar de tener costumbres similares a los carpinteros, no posee fuertes músculos en el cuello, por lo que debe construir sus nidos en maderas de troncos podridos o semiquemados. 
Utiliza las puntas firmes de las rectrices como apoyo mientras sube y corre ágilmente por los troncos y ramas gruesas. Con su fuerte pico levanta la corteza arrancando pedacitos y líquenes en busca de su alimento. Sabe frecuentar los restos de fogatas de campamentos en busca de sobras de grasa.
Puede forrajear de forma regular a usual junto a bandadas mixtas, como a veces también solitario.

### Alimentación
Su dieta preferencial consiste de artrópodos, y también se han registrado larvas de coleópteros.

### Reproducción
La postura ocurre entre noviembre y diciembre. El nido es una perfuración redondeada de profundidad entre 25 y 40 cm, a una distancia entre 3 y 8 m del suelo, en troncos de madera algo podrida. El interior es forrado con aserrín de la propia excavación y pajitas secas. Deposita de dos a tres huevos blancos que miden en promedio 22 x 7 mm.

### Vocalización
El canto es una serie de agudos «tsisisis .. tsisisi .. tsisisi».

### Predadores
Los adultos pueden ser predados por el aguilucho andino (Buteo albigula) y los pichones por el carpintero negro (Campephilus magellanicus).

## Estado de conservación
El picolezna comesebo ha sido calificado como especie bajo preocupación menor por la Unión Internacional para la Conservación de la Naturaleza (IUCN) debido a que su población, todavía no cuantificada, se considera estable y sin evidencias de cualquier declinio o amenazas substanciales.

## Sistemática

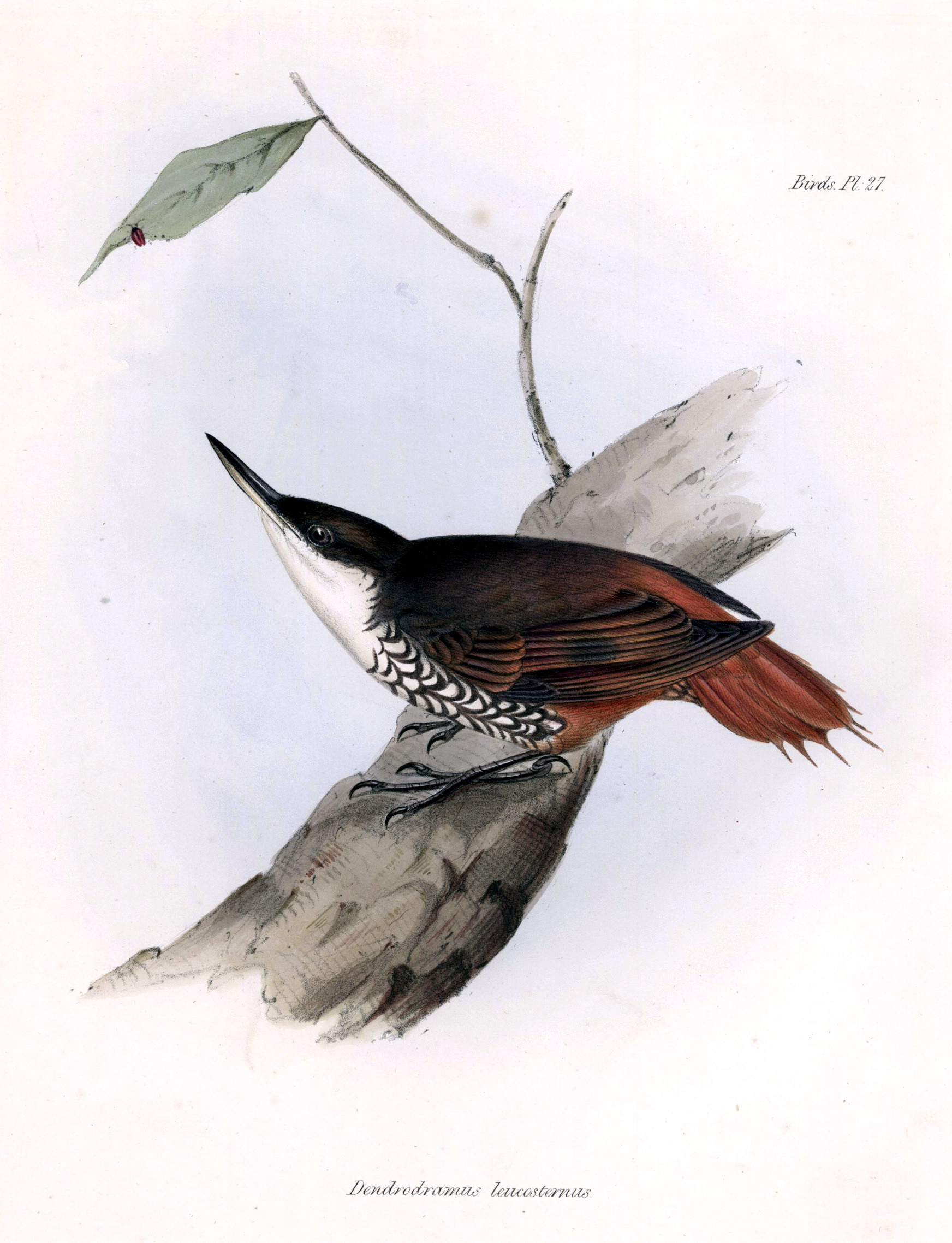
Pygarrhichas albogularis; ilustración de Gould, 1861.

### Descripción original
La especie P. albogularis fue descrita por primera vez por el ornitólogo británico Phillip Parker King en 1831 bajo el nombre científico Dendrocolaptes albo-gularis. No fue señalada una localidad tipo; presumiblemente sería: «Estrecho de Magallanes occidental, Chile».
El género Pygarrhichas fue propuesto por el naturalista alemán naturalizado argentino Carlos Germán Burmeister en 1837.

### Etimología
El nombre genérico masculino «Pygarrhichas» deriva del griego « pugē»: rabadilla, y «arrhikhos»: cesta de mimbre; y el nombre de la especie «albogularis», proviene del latín «albus»: blanco  y «gularis»: de garganta; significando «de garganta blanca».

### Taxonomía
Estudios genético moleculares recientes de Moyle et al (2009) y Derryberry et al (2011), indican que la presente especie está hermanada a un grupo que incluye Microxenops y Ochetorhynchus. Los estudios de Ohlson et al (2013) propusieron la inclusión de los tres géneros en una subfamilia Pygarrhichinae Wolters, 1977. Es monotípica.